# Geografia de Andrelândia

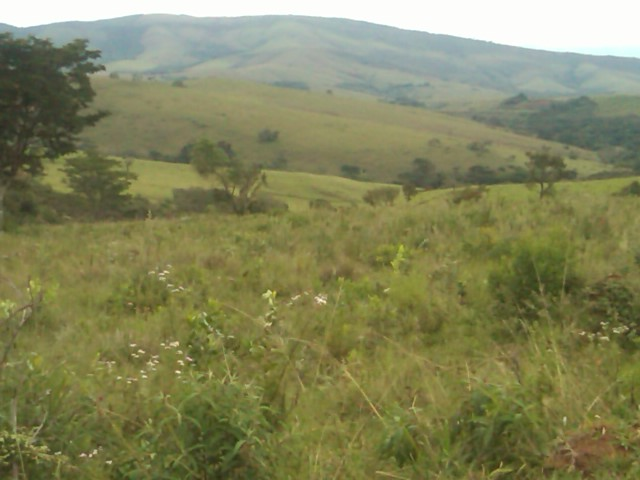
Relevo ondulado na zona rural de Andrelândia.

A geografia de Andrelândia é homogênea. O município conta com um relevo ondulado e uma vegetação atlântica. A área do município é de 1.004,536 km², representando 0.1713 % do território mineiro, 0.1087% da área da região Sudeste do Brasil e 0.0118% de todo o território brasileiro.
Andrelândia está localizada na Mesorregião do Sudeste Mineiro e Microrregião de Andrelândia, com uma área aproximada de 1.000 quilômetros quadrados. O município limita-se ao norte com Madre de Deus de Minas e Piedade do Rio Grande; a nordeste, com Santana do Garambéu; a leste, com Lima Duarte; a Sudeste, com Bom Jardim de Minas; ao sul com Arantina, Liberdade e Seritinga; a sudoeste, com Serranos e a noroeste com São Vicente de Minas. Andrelândia está a 310 quilômetros de Belo Horizonte, num eixo quase equidistante de São João Del-Rei, Barbacena, Juiz de Fora e Caxambu, que nos permite situá-la, para referências turísticas, num delta entre a Região das Vertentes, Zona da Mata-Sul e Circuito das Águas.
Conforme a classificação geográfica mais moderna (2017) do IBGE, Andrelândia é um município da Região Geográfica Imediata de Juiz de Fora, na Região Geográfica Intermediária de Juiz de Fora.

## Hidrografia
As águas do município vertem todas para o norte, em direção ao Vale do Rio Grande, formando a cabeceira da Bacia Platina, através dos seguintes cursos, que são os principais: o Rio Grande, que norteia o município, vindo das terras de Bom Jardim de Minas em direção a Lima Duarte, Santana do Garambéu, Piedade do Rio Grande e Madre de Deus de Minas e recebe diretamente, como afluentes, uma infinidade de córregos e o Rio Capivari que nasce em terras andrelandenses e deságua na divisa de Santana do Garambéu com Piedade do Rio Grande. Do outro lado do município está o rio Aiuruoca, muito mais calmo e de águas barrentas, vindo das terras de Serranos, por uma região pouco acidentada, que tem como afluente mais volumoso, pela margem direita, o rio Turvo Grande, depois de receber as águas do Rio Turvo Pequeno, também os ribeirões da Barra, do Sardinha, das Vacas, além de muitos córregos. O rio Aiuruoca vai desaguar no Rio Grande, fora das terras de Andrelândia, no grande lago artificial da Usina Hidrelétrica de Camargos.[carece de fontes?]

## Relevo
O relevo de Andrelândia é bem acidentado, correspondendo geomorfologicamente ao Planalto Dessecado do Alto Rio Grande, ao Compartimento da Serra da Mantiqueira e à Depressão Rio Aiuruoca, no chamado Planalto Sul Mineiro. A encosta norte-esquerda da Serra da Mantiqueira, ao sul do município, é que define a confluência de suas águas para o Rio Grande. A altitude máxima é de 1535m. na Serra da Natureza e a mínima fica em 934 no Rio Aiuruoca. A sede está em uma altitude de 1000m.
No município, predomina um relevo variando entre montanhoso e ondulado. Cerca de 20% do território andrelandense é plano, 20% das terras são montanhosas e os 60% restantes são mares de morros e montanhas.

## Clima
O clima de Andrelândia é caracterizado tropical de altitude (tipo Cwb segundo Köppen), com diminuição de chuvas no inverno e temperatura média anual de 23,15 °C, tendo invernos secos e frios, frequentemente com ocorrências de geadas em algumas áreas, e verões chuvosos com temperaturas moderadamente altas. O mês mais quente, janeiro, tem temperatura média de 29.2 °C e o mês mais frio, julho, de 9.5 °C. Outono e primavera são estações de transição.
A precipitação média anual é de 1428,3 mm, sendo agosto o mês mais seco, quando ocorrem apenas 12.7 mm. Em dezembro, o mês mais chuvoso, a média fica em 273.2mm. Nos últimos anos, entretanto, os dias quentes e secos durante o inverno têm sido cada vez mais frequentes, não raro ultrapassando a marca dos 28 °C especialmente entre os meses de agosto e setembro. Durante a época das secas e em longos veranicos em pleno período chuvoso, também são comuns registros de fumaça de queimadas em morros e matagais. Principalmente na zona rural da cidade.  Em julho de 1998, a precipitação de chuva não passou dos 0 mm. Durante a época das secas e em longos veranicos em pleno período chuvoso, também são comuns registros de fumaça de queimadas em morros e matagais. Principalmente na zona rural da cidade.
O maior acumulado de chuva em menos de 24 horas foi de 154 mm registrado em 24 de janeiro de 1992. Outros grandes acumulados registrados no município foram de 146 mm em 9 de dezembro de 1999; 144 mm em 17 de janeiro de 1985; 143 mm em 31 de outubro do ano de 1973; 138 mm em 23 de janeiro de 1992; 137 mm em 1º de dezembro de 1984; 126 mm em 25 de janeiro de 1985; 122 mm em 4 de dezembro de 1968; 115 mm dias 23 de janeiro de 1985 e 19 de janeiro de 1977; 113 mm em 8 de dezembro de 1981; 112 mm em 23 de março de 1999; 111 mm em 20 de janeiro de 1967; 110 mm em 26 de dezembro de 1990; 107 mm no dia 28 de fevereiro de 1975; 104 mm em 8 de fevereiro de 1998. e 103 mm no dia 27 de janeiro de 2000.